# Eugenio Bachmann
Eugenio Bachmann fue un marino austríaco nacionalizado argentino que desarrolló una destacada trayectoria científica y académica en la Argentina durante las últimas décadas del siglo XIX.

## Biografía
Eugenio Bachmann (Eugen Bachmann) nació en Psern, Austria, en 1835.
Tras cursar estudios en la Academia Naval de Fiume se incorporó a la Real Armada de Austria y con el grado de teniente formó parte del estado mayor de la 11.ª División Naval al mando del capitán de fragata Carl Kronowerter en la batalla de Lissa contra la escuadra de Italia, siendo condecorado por su actuación.
En 1869 solicitó la baja y emigró a la República Argentina. El presidente Domingo Faustino Sarmiento lo designó segundo ayudante del Observatorio Astronómico de Córdoba, a cargo del estadounidense Gould.
En Córdoba casó con Silvana Esquiros y en 1874 tuvo un hijo, Alois Bachmann, quien destacaría como médico especializado en bacteriología y como académico.
En 1880 fue puesto al frente de la cátedra de la Facultad de Ciencias Exactas, Físicas y Naturales en la Universidad de Córdoba en reemplazo de su amigo Francisco Latzina, pero la decisión fue rechazada por el Claustro que designó al ingeniero R.Rapelli en su lugar. El 18 de abril de 1881 ante la renuncia de Rapelli se hizo finalmente cargo de la cátedra.
En 1882 propuso al Instituto Geográfico Argentino establecer estaciones científicas antárticas en el cuadrante americano para estudios meteorológicos y del magnetismo terrestre.
En agosto de 1883 fue nombrado doctor honoris causa de la Universidad de Córdoba. 
Ese año, Dardo Rocha fundó el Observatorio Astronómico de La Plata y nombró para dirigirlo al coronel de Marina Honorario Francisco Beuf, científico y militar de origen francés a cargo de la Escuela Naval, siendo el entonces capitán de navío honorario Eugenio Bachmann transferido a fines de ese año a la Escuela Naval Militar de la Nación para reemplazarlo. 
Con Luis Pastor y Teruel, profesor de matemática y navegación y segundo de Bachmann en la Escuela Naval, en 1884 editó las Tablas de Navegación que se usaron en la Armada Argentina hasta 1921. 
Desde el 18 de octubre de 1884 ejerce de manera temporal el mando del buque escuela La Argentina asignado a la Escuela Naval hasta su alistamiento y partida al mando del capitán Enrique G. Howard al año siguiente.
En 1887 el presidente Juárez Celman lo designó a Bachmann al frente de la Escuela Naval.
En conjunto con el doctor Arturo Seelstrang escribió un tratado de Análisis Algebraico y Geometría Analítica y otro de Trigonometría.
Retirado de su puesto como director de la Escuela Naval, colaboró en la revista La Plata Rundschan. 
Entre 1894 y 1896 fue Pro Gran Maestre de la masonería, segundo cargo en importancia en esa organización.
Murió en Buenos Aires el 21 de agosto de 1896.